# جوان فريمان
جوان فريمان (بالإنجليزية: Joan Freeman)‏ هي ممثلة أمريكية، ولدت في 8 يناير 1942 في الولايات المتحدة.

## وصلات خارجية
- جوان فريمان على موقع IMDb (الإنجليزية)
- جوان فريمان على موقع ألو سيني (الفرنسية)
- جوان فريمان على موقع ميوزك برينز (الإنجليزية)
- جوان فريمان على موقع أول موفي (الإنجليزية)
- جوان فريمان على موقع قاعدة بيانات الأفلام السويدية (السويدية)
- جوان فريمان على موقع قاعدة بيانات الأفلام السويدية (السويدية)
- جوان فريمان على موقع إن إن دي بي (الإنجليزية)
- جوان فريمان على موقع قاعدة بيانات الفيلم (الإنجليزية)
- جوان فريمان على موقع كينوبويسك (الروسية)